# Azoture d'acyle

représentation générale d'un azoture d'acyle

Les azotures d'acyle sont des dérivés d'acide carboxylique de formule générale RCON3.

## Synthèse
Il est possible de synthétiser les azotures d'acyle à partir d'un chlorure d'acyle (à radical alkyle ou aryle) en le faisant réagir avec l'azoture de sodium en solution aqueuse, :
Il est également possible de les synthétiser à partir de nombreux acides carboxyliques et de l'azoture de sodium, réactions catalysée par la présence de triphénylphosphine et de trichloroacétonitrile, avec de très bons rendements en conditions douces. Une autre possibilité est de partir d'aldéhydes aliphatiques ou aromatiques et de les faire réagir avec l'azoture d'iode formée par réaction entre l'azoture de sodium et le chlorure d'iode dans l'acétonitrile.

## Utilisations
Les azotures d'acyle sont utilisés comme réactifs chimiques. Dans le réarrangement de Curtius, les azotures d'acyle sont convertis en  isocyanates,,,
Des azotures d'acyle sont aussi formés comme intermédiaires réactionnels dans la dégradation de Darapsky,,,, qui transforme un α-cyanoester en acide aminé :